# Alfofra
Hrad Alfofra jsou ruiny středověkého hradu, které se nachází na strmém kopci ve valencijské obci Confrides (provincie Alicante, Španělsko), v blízkosti starobylé maurské vesnice Alfofra.
V jeho areálu se dochovalo pouze několik zdí, včetně hranolové věže a další kruhové, zapuštěných do skalnatého útesu. Hrad byl muslimského původu a byl důkladně přestavěn po dobytí křesťany – Jakubem I. v roce 1264. Ten ho daroval Vidalu de Sarriá. Během války s Kastilií ve 14. století byl dobyt kastilskými vojáky, kteří ho drželi až do roku 1364. Měl významnou roli při maurských nepokojích.
Roku 1984 byl prohlášen španělskou kulturní památkou.